# Michelin L’Éclair
Der Michelin L’Éclair war ein Pkw-Prototyp von 1895. Hersteller war Michelin in Frankreich.

## Beschreibung

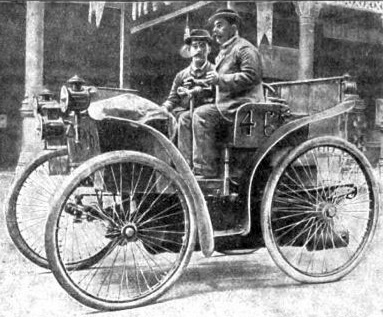
Michelin L’Éclair von 1895

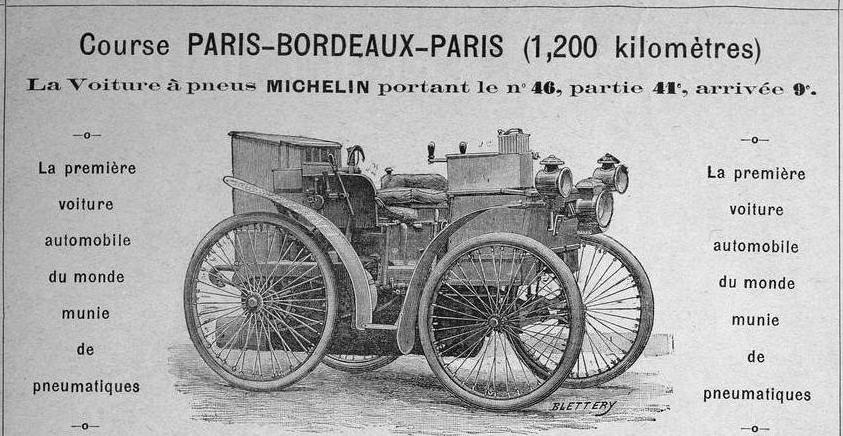
Michelin L’Éclair Startnummer 46 von 1895

Der L’Éclair (deutsch: Der Blitz) war ein Einzelstück von Michelin zur Erprobung der neu entwickelten Luftreifen. Robert William Thomson hatte einen vulkanisierten Luftreifen, den er „Aerial Wheel“ nannte, bereits am 10. Dezember 1845 mit dem britischen Patent Nr. 10990 schützen lassen. Im Jahr 1887, im Alter von 47 Jahren, konstruierte John Boyd Dunlop seinen ersten luftgefüllten Gummireifen. Am 7. Dezember 1888 meldete Dunlop das Patent für den ersten Fahrradluftreifen an. Da das Patent von Thomson aber inzwischen ausgelaufen war, war es Konkurrenten wie Michelin möglich, die Ideen von Dunlop aufzugreifen. Die Reifen hatten eine Breite von 65 mm.

### Motor
Der Michelin L’Éclair hatte einen wassergekühlten Zweizylindermotor mit 1060 cm³ Hubraum (75 mm Bohrung, 120 mm Hub). Er wurde von Daimler zugeliefert und leistete 4 PS (3 kW) bei 700/min. Die Auslassventile betätigte eine Nockenwelle, die Einlässe arbeiteten automatisch. Mit einem Spritzdüsen-Vergaser konnte das Kraftstoff-Luftgemisch besser an die jeweilige Fahrsituation angepasst werden als mit dem bis dahin verwendeten voluminösen Oberflächenvergaser. Der Motor stammte aus dem Antrieb eines Motorbootes, da erst 1898 der »Phoenix-Wagen« von Daimler vorgestellt wurde.

### Chassis
Das Chassis stammte von Peugeot und hatte ursprünglich einen 2,5-PS-Motor. Das Basisfahrzeug könnte ein Peugeot Typ 5 gewesen sein, der solch einen 2,5-PS-Motor hatte. Die Lenkung erlaubte keinen präzisen Geradeauslaufen, so dass sie umgangssprachlich als „Zickzacklenkung“ genannt wurde. 

### Motorsport
Das Fahrzeug hatte im Motorsportjahr 1895 die Startnummer 46 beim Rennen Paris–Bordeaux–Paris, das vom 11. Juni bis zum 13. Juni 1895 stattfand. Die Strecke führte über 1178 km und Émile Levassor, der Schnellste, benötigte 48 Stunden und 48 Minuten, was einer Durchschnittsgeschwindigkeit von rund 24 km/h entsprach. Der Michelin L’Éclair, der extra für dieses Rennen entwickelt wurde, um die Vorteile von Luftreifen unter Beweis zu stellen, musste ausgerechnet wegen Reifenproblemen aufgeben.